# Dolby Theatre

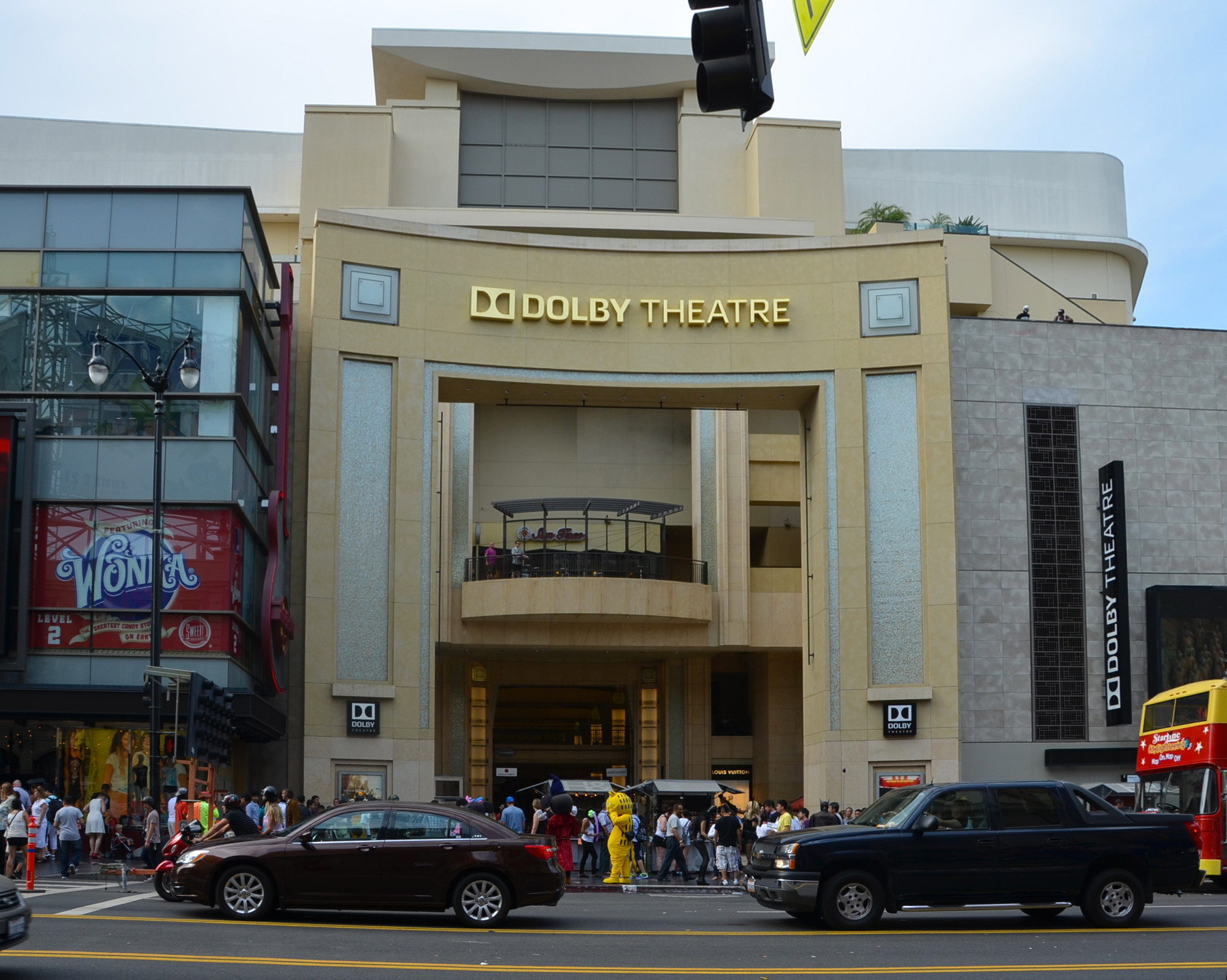
Das Dolby Theatre

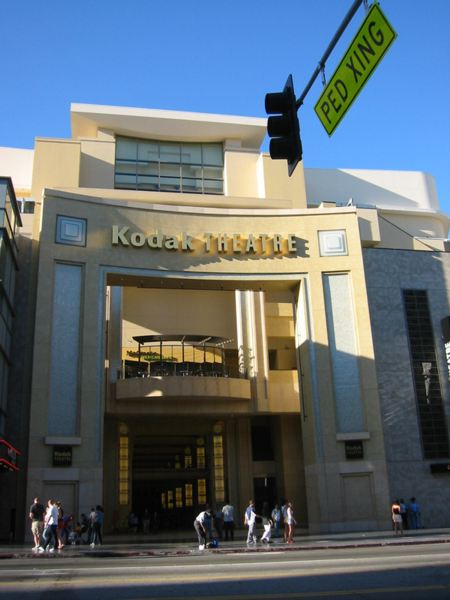
Das Gebäude mit altem Namen Kodak Theatre im Jahre 2003

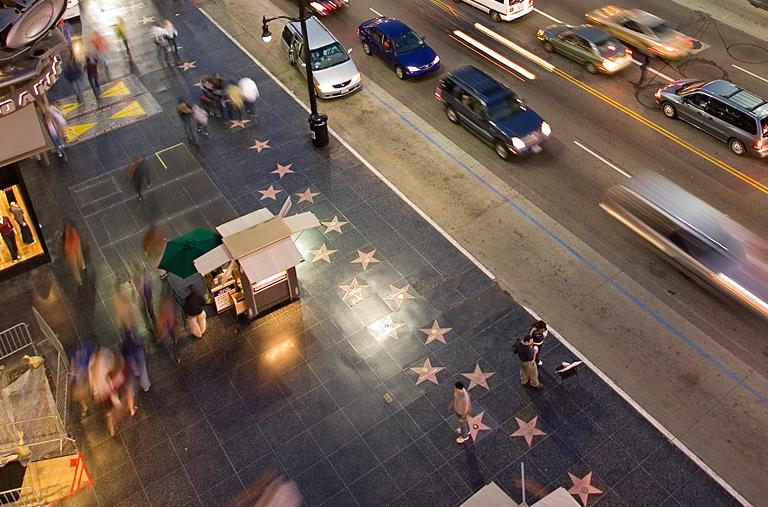
Hollywood Walk of Fame vor dem Dolby Theatre

Das Dolby Theatre (bis Februar 2012 Kodak Theatre) ist ein Veranstaltungs- und Konzertsaal in Hollywood am Hollywood Boulevard, in welchem seit 2002 die Oscars (Academy Awards) der Academy of Motion Picture Arts and Sciences verliehen werden.
Das 2001 eröffnete Gebäude wurde speziell für die Oscar-Auszeichnungen errichtet. Es bietet bis zu 3.400 Sitzplätze, hat eine der größten Bühnen der USA sowie dahinter einen eigens für die Presse vorgesehenen Raum für 1.500 Journalisten. Der Bau wurde von der Kodak Company gesponsert, die damals 75 Mio. US-Dollar für die Namensrechte zahlte.
Außerhalb der Oscar-Zeremonien wird das Gebäude auch für andere Veranstaltungen genutzt. So sind dort schon Musicals auf- und Schönheitswettbewerbe durchgeführt worden, auch einige Emmy-Preisverleihungen fanden dort statt, ferner die meisten Endrunden der Castingshow American Idol. Bekannte Künstler wie Christina Aguilera, Céline Dion, Dixie Chicks, Mariah Carey, Elvis Costello, Vanilla Ice, Barry Manilow, Prince, Ian Anderson, David Gilmour, Frankie Valli und The Four Seasons hatten ebenfalls dort einige Auftritte.
Hillary Clinton und Barack Obama fochten hier im Vorwahlkampf um die Nominierung zum US-Präsidentschaftskandidaten der demokratischen Partei ihr direktes Fernsehduell aus.
Vor dem Theater verläuft ein Teil des Hollywood Walk of Fame. Der Stern von Muhammad Ali befindet sich an der Fassade des Theaters, da Ali nicht wollte, dass „Leute auf dem Namen meines Geliebten Propheten herumtrampeln, von dem mein Name stammt“.
Im Februar 2012 verlor das Kodak Theatre seine Bezeichnung. Grund für den Verlust des Namens war die Insolvenz des Fotomaterial- und Kameraherstellers. Zur Oscarverleihung 2012 wurde übergangsweise der Name Hollywood & Highland Center verwendet, der sich auf die Lage des Komplexes an der Ecke Hollywood Boulevard / Highland Avenue bezieht. Am 1. Mai 2012 wurde bekanntgegeben, dass die Dolby Laboratories als neuer Sponsor gewonnen werden konnten und der Komplex in Dolby Theatre umbenannt wird.